# 逢沢まりあ
逢沢 まりあ（おうさわ まりあ、1994年5月14日 - ）は、日本の元AV女優。スカイプロモーションに所属していた。

## 略歴
2017年6月、アリスJAPAN専属女優としてAVデビュー。
2017年11月12日、公式ツイッターでアリスJAPAN専属を離れることを発表。
2018年2月はアタッカーズ、3月から4月までマドンナの専属。以降は企画単体女優として活動。
2018年9月30日、公式ツイッターでスカイプロモーションに所属事務所を移籍（前所属はギルフィー）したことを報告。
出演作「童貞100人筆おろし〜セックスするまで死ねない全ての童貞諸君（ナカマ）に捧げる童貞喪失ドキュメント〜」（2019年2月1日、プレステージ）で、AV OPEN 2018企画部門にエントリー。

## 人物
埼玉県出身。
趣味は買い物、特技は球技。
デビュー前に付き合ったのは2人でキス止まりだった。また、オナニーやフェラの経験もなかった。
高校3年の時に彼と別れてから誰とも付き合わず、職場（アパレル）は女性ばかりで出会いもなく、このままではマズイと思ったことと相手がプロの方が安全なのではと考え、AV出演とAVでの処女喪失を決意した。

## 出演作品

### アダルトDVD

#### 2017年
- 処女幕 第1章 奇跡のヴァージン美女が処女喪失（6月13日、アリスJAPAN）
- 処女幕 第2章 人生3、4回目のSEXに初フェラ抜と初オモチャ責めを添えて（7月13日、アリスJAPAN）
- 処女幕 第3章 初めて尽くしの濃密3本番と初パイズリ（8月13日、アリスJAPAN）
- ピタコスイカセ まりあの性感開発&激スプラッシュ（9月13日、アリスJAPAN）
- 学校でしたいの（10月13日、アリスJAPAN）
- 濃厚なフェラチオと濃密なSEX（11月13日、アリスJAPAN）

#### 2018年
- 処女喪失からのセックスすべて見せます（1月13日、アリスJAPAN）※ベスト版
- 恥辱の教育実習生 15（2月1日、アタッカーズ）
- 犯された女格闘家（2月25日、アタッカーズ）
- 息子の嫁（3月25日、マドンナ）
- 窒息するほど荒々しい接吻に堕ちて…。（4月13日、マドンナ）
- お姉さんの爆乳が卑猥過ぎて秒殺で悩殺!!（5月7日、unfinished）
- 巨乳過ぎるお姉ちゃんが実はドストライク!! 3 そんなお姉ちゃんと狭いお風呂で二人きりに!! なぜ、そんな事になったかって…?都内で一人暮らししてるお姉ちゃんが久しぶりに実家に帰って来た!お姉ちゃんはすごく優しくて頭も良くて弟のボクが言うのもなんだけど巨乳でスタイルが良く可愛い…そして実はボクのドストライク。でもお節介でいつまでたってもボクをおこちゃま扱いする!!しかも、『背中流してあげる』と言ってボクと一緒にお風呂に入りたがる!!当然、ボクは拒否するも『昔はよく入ってたじゃん』と言って強引に入って来た!!昔と今では色々と状況が違います…。当然、お姉ちゃんの胸が気になって気になって仕方がありません。しかも浴槽が狭いのでちょいちょい巨乳がボクの体にあたるし大きな胸が丸見えで当然、勃起してしまうボク…。ヤバイと思い出ようと思ったらお姉ちゃんに見つかってしまい…（5月19日、Hunter）
- 禁断背徳人妻 2 寝取られ輪姦巨乳人妻（5月25日、プレステージ）※「まりあ」名義
- 密着!汗だく! 愛液だらけの美女と濃厚なSEX（5月25日、REAL）
- じっくり高める手コキでもてなす完全勃起ともの凄い射精の回春旅館（6月1日、Fitch）
- 許嫁シ●タ 逢沢まりあ（6月7日、グローリークエスト）
- 「私絶対こんな大きいの挿らない!絶対無理!だから擦り付けるだけにして!お願い!!」と素股を提案!! でも擦り付けていたらマ○コが濡れだしちょっとボクが腰を動かしたらヌルヌルでズボッ!うっかり生挿入しちゃったら「ヤバイ!想像以上に気持ち良い!!止めないで!激しく突いて｣と結局生挿入SEXしちゃうことに!! ボクには小さい頃から高○生になった今でも仲がいい超カワイくて胸が大きいいわゆる巨乳の幼馴染がいます!小さい頃から親に内緒でエッチごっこと称してお互いの体を触りあったりして人には言えない秘密を共有しています。そんな幼馴染と久しぶりにエッチごっこしていたらお互い気持ち良くなってしまいヤバイこのままじゃ最後まで…と思って止めようと思ったらエッチ経験が意外と少ない幼馴染は｢このままエッチしたい｣と言い出した。当然、断る理由のないボクはOK!お互いに成長した体に貪りつくようにエッチスタート!でもSEX直前｢やっぱり無理!こんな大きいの無理!!｣と言ってボクのデカチンを拒否!｢擦り付けるだけで許して!｣と言い出し無理矢理ヤルわけにもいかず素股で我慢する事に!でも擦っていたら更に幼馴染の股間が爆濡れ状態になりボクがちょっと腰を動かしたらヌルヌルズボッとうっかり生挿入!!ヤバイ!と思ったけど怒るどころか異様に感じまくる幼馴染!!デカチン&生挿入が初めてらしく体をねじりながら連続爆イキ!!アソコの締りがいいからボクもかなり気持ちが良くて最後は何とか外出し大量胸発射!!危うく中に出しちゃうところでした!!(実はちょっと出しちゃいました)（6月7日、Hunter）
- 絶叫、潮吹き、痙攣しながらイキまくり（6月7日、unfinished）
- 軟派即日セックス Mさん(23歳) 秘書（6月8日、S級素人）※「M]名義
- 「オッパイではさむだけならいいよ…!」 親の再婚でできた義姉は服を着ていても分かるぐらいの超巨乳!童貞のボクは当然、目のやり場に困りまともに話なんかできません!なのに胸を近づけてスキンシップをとってくるので、思いきって巨乳が気になってまともに話せないと打ち明けると「私の胸に慣れてくれるなら、見てもいいよ…!」とまさかの提案!本物の巨乳を目の前で見たら当然ボクはフル勃起!調子に乗ってさらにねだると「はさむだけならいいよ…!」と夢にまで見たパイズリが現実に!!だけど我慢できず発射してしまうと、飛び散った精子と全く萎えないチ○ポに義姉のムラムラが爆発!!逆にボクのチ○ポを欲しがり、オッパイが精子まみれになるほど何度もイカされてしまいました!!（6月19日、Hunter）
- 睾丸活性 人妻回春マッサージ 〜旦那がいるのに本番してしまったドスケベ巨乳妻〜（6月21日、センタービレッジ）※「逢沢」名義
- 素人巨乳妻の皆さん! 旦那に内緒で童貞君の筆おろし体験してみませんか? ママ友で一番Hな奥様紹介してもらってそのママともSEX! パパたちが知ったら泣いて悲しむ禁断の連続SEXスペシャル!（6月22日、S級素人）※「まりあ」名義
- コスプレキャノンボール コスプレで繋がりコスプレで紡ぐリアルドキュメント RUN.08（6月29日、プレステージ）
- 巨乳兄嫁の無防備な胸チラに我慢できず即ハメ!戸惑いつつも義弟のデカチン棒が気持ちよすぎて「今日だけ特別よ」と笑顔で貪りご奉仕SEX!（7月6日、DOC）※「まりあ」名義
- 30分後に起きてくる夫と子どものために弁当を作らないといけないのに新聞配達少年のデカチンで何度もイってしまう人妻（7月12日、ナチュラルハイ）
- 青春!性春!?パパ活女子大生白書（7月13日、S級素人）
- 「エッチしなくていいよ、擦るだけ…お願いお兄ちゃん」 兄のことが好きな妹と近親素股! 一人暮らしのボクの家に泊まりに来た妹。泊まりにくるのはいいのでだが、部屋いるときの部屋着が超薄着で無防備。たまりません!しかも一緒に寝ようと言うのでもう我慢ギリギリ!もうヤバい!しかし兄として妹には絶対に手をだしてはいけない!だから妹に「これ以上ふたりきりでいると兄妹の関係がヤバくなるから、ふたりきりでは会いたくない」と言うと、妹は兄と離れたくない!と抱きつき押し倒して強引にキス。エッチしなければいいんでしょと妹は、チ◯ポを取り出し擦り合わせて素股!妹にそんなことをされて抵抗できないボク。しかも、絶対エッチはしないと約束したのにヌルヌルすぎてそのまま挿れてこようとする妹!ボクの抵抗も虚しくマ◯コに挿入!しかも、抜かずの強制3連続中出しまで…。そこまでされてしまったらボクも理性を失い何度も妹を抱き続け…。（7月19日、Hunter）
- SEXの逸材。 VOL.21 ドスケベ素人の衝撃的試し撮り 性癖をこじらせてプレステージに自らやって来た本物素人さん達の顛末。（7月20日、プレステージ）※「まりあ」名義
- 「もうイカせて、お願い!」 執拗な連続絶頂寸止め責めで快楽堕ちした女はイキたい衝動に煽られ自らチ○ポを求めエビ反り騎乗位で痙攣イキする!（7月20日、DOC）※「まりあ」名義
- 恥ずかしいけれど、気持ちいいが止まらない。 照れても体は正直なお淑やか娘のエッチな日常（8月1日、S-Cute）
- 街角シロウトナンパ! vol.21 -寝取らせ編-（8月10日、プレステージ）※「みずほ」名義
- お色気P●A会長と悪ガキ生徒会（8月16日、グローリークエスト）
- 引くほど下品なフェラチオをする元ヤン人妻AVデビュー（8月19日、kira☆kira）※「まり」名義
- 巨乳妻が浮気相手にイキ狂う夫の目の前で濃密NTR（8月24日、クリスタル映像）
- 街角シロウトナンパ! vol.22 カ●プ女子ナンパ編（8月24日、プレステージ）※「ゆか」名義
- ラッキーな胸チラを発見し、気づかれないように見てたけど、やっぱりバレてた?! 9 〜ヨガインストラクター編〜（8月31日（レンタル）/9月7日（セル）、LEO)
- ラグジュTV×PRESTIGE PREMIUM 15（8月31日、プレステージ）※「園田真理愛」名義
- はだかの家政婦 全裸家政婦紹介所（9月1日、プラネットプラス）
- 停車中の助手席で暇を持て余してそうな巨乳美女を発見!!彼女の胸元から今にもハミ出しそうなおっぱいを覗き見していると抑えられず…（9月7日、DOC）※「まりあ」名義
- アナル丸見え キスで火が付いた素人妻の童貞チ○ポ筆下し! スパイダー騎乗位で初搾りで合計12発!（9月7日、ロータス）
- 僕のねとられ話しを聞いてほしい 汗臭い親方の弁当も毎朝ついでに作らされて気づけば段々と寝盗られた妻（9月7日、JET映像）
- 120%リアルガチ軟派伝説 vol.64 in 町田（9月21日、プレステージ）※「みほ」名義
- 「クーラーの壊れた部屋で巨乳おばさん家庭教師と2人きり!透けブラを見て勃起したら汗だく騎乗位でヤられた」 VOL.1（10月11日、DANDY）
- 逢沢まりあのザ・筆おろし（10月19日、クリスタル映像）
- 次男の嫁 嫁不足の寒村に嫁いだ都会育ちの美人妻（10月19日、熟女はつらいよ）
- 服破き痴漢（10月25日、ナチュラルハイ）
- 引っ越ししたらプレゼントされた従順ご奉仕穴付きいいなりムスメ（10月31日（レンタル）/11月9日（セル）、LEO）
- 舐めて焦らして生殺し! 寸止めフェラチオ天国!!（11月1日、グローリークエスト）
- 夫の上司に寝取られたうっかり胸チラ奥さん（11月1日、プラネットプラス）
- キレイでかわいい美人のカラダを味わうぬくもりSEX（11月1日、S-Cute）
- 渋谷盗撮ぬるテカオイルマッサージ 04（11月2日、プレステージ）※「まりあ」名義
- ※欲求不満妻、お貸しします。 vol.03（11月9日、プレステージ）※「ちなつ」名義
- 麗しい巨乳和美人がおもてなしする超高級浴衣ヘルス（11月9日、BAZOOKA）※「マリア」名義
- 日本全国 裏風俗紀行 VOL.2 山梨・信州・新潟・東京めぐり（11月23日、黒船）※「あき」名義
- 巨乳お姉さんのパンスト美脚でチ○ポを弄ばれたい!!（11月24日、シャーク）
- 恨みを買った女子が、拘束されて見覚えのない男に何度もハメられ反応がなくなるまでイカされる一部始終（12月7日、お夜食カンパニー）
- 私立パコパコ女子大学 女子大生とトラックテントで即ハメ旅 15（12月14日、プレステージ）※「まりあ」名義
- 主人が横にいるのにこんな場所で入れちゃうの? 満員バスに夫と同乗した人妻は旦那以外の男の体臭に酔ってます。 むっちり尻に勃起チ○ポが触れる度、我慢していた性欲が決壊!夫の目を盗み他人棒握りしめ、成熟したパンティの中身に導いていくのです（12月20日、SWITCH）
- \いくらでラブホ!? 素人美女はいくら払えば即ラブホOKなのか。 ナンパ検証してみた 02（12月21日、プレステージ）※「まりあ」名義
- 尻ブラを魅せつけ誘惑してくる美尻女がエロすぎて…（12月21日、DOC）※「まりあ」名義
- 旦那の部下2人に川の字で両乳首をこねくり回され発情し寝取られ3Pしてしまう美人妻（12月21日、DOC）
- 出会いアプリで家飲み 4時間（12月28日、黒船）※「ななみ」名義

#### 2019年
- 今日これから…君の乳首、犯しにイクね♥（1月4日、ドリームチケット）
- 消し忘れたハメ撮り動画 03（1月4日、プレステージ）※「まあ」名義
- 「あ…ダメ!立ってられない!」 超敏感ヤリマン義妹おっぱい鷲掴みでS字反り絶叫連続爆イキで腰砕け! 普段から軽く体に触れたり、くすぐられただけで超エロい反応をする超敏感な義妹は何でも男の言いなりになる生粋のドMヤリマン!いつも男を家に連れて来ては自分の部屋でヤリまくるんですが喘ぎ声がデカく、我慢しても声が出てしまい結局フェラ止まり。そんな生殺しで爆発寸前の超欲求不満状態が続いた義妹はボクに軽く肩を触られただけで極度にエロい反応をしてしまう!調子に乗ったボクはおっぱいを鷲掴みにしたら嫌がるどころかS字反りで連続爆イキ腰砕け状態!もうどれだけ声を出してもよくなった義妹の溜まっていた欲求が爆発!何度も体を反ってねじってイキまくり!何度もボクのチ◯ポをおねだりしてくるんです!!（1月7日、Hunter）
- 濃厚なフェラとえげつない接吻をする素人奥様（1月10日、F&A）※「まりあ」名義
- 酔いつぶれた女を自宅に連れ込んで夜這い（1月10日、F&A）
- ※欲求不満妻、お貸しします。 vol.05（1月11日、プレステージ）※「ちなつ」名義
- 朝、目を覚ますと僕の事が大好きなウチの家族が朝勃ちチ●ポを素股で勝手にもてあそぶ。 「起きちゃった?でも、こんなに大きいの絶対に挿りっこないからもう少しだけこのままで…お願い」 そう言っていたのに、欲望に負けたのか明らかにわざと僕のチ●ポをメリメリズボリ!! 抜こうとするも予想だにしないキツマンが気持ち良過ぎて朝っぱらから近親相姦!!（1月11日、SCOOP）
- 嫉妬深い夫に喜んで従う妻 異常夫婦（1月13日、ながえSTYLE）
- 脱ぐとケモノ（1月13日、S-Cute）
- 「看護師さんに惚れられ過ぎて彼女がそばにいるのにコソコソ誘惑(胸チラ/尻見せ/超密着)されてヤられた」 VOL.1（1月24日、DANDY）
- 街角シロウトナンパ! vol.38 お悩み解決らぶワゴン 1（1月25日、プレステージ）※「あやか」名義
- 童貞100人筆おろし 〜セックスするまで死ねない全ての童貞諸君(ナカマ)に捧げる童貞喪失ドキュメント〜（2月1日、プレステージ） ※AV OPEN 2018 企画部門エントリー作品
- 「いっぱい気持ちよくしてあげる♡」 た〜っぷりの泡をつけた美少女たちがお風呂で全身イチャイチャ密着ご奉仕（2月1日、プレステージ）　※ネット配信のみ
- NTRこちら寝取られ生中継 愛しい妻が寝取られるかどうか?の生中継を常にワイプでスタジオの旦那が見守ります（2月7日、ROCKET）
- 息子の嫁と義父 この子のホントの父親は…（2月14日、タカラ映像）
- 温泉旅館に派遣型エステを呼んで裏オプ交渉！人妻マッサージ師が媚薬オイルでアヘ堕ちし自ら種付けチ●ポを求めてきたので…（2月22日、ゲッツ!!）※「まりあ」名義
- 「擦りつけるだけでいいから…お兄ちゃん♥」彼氏にフラれた巨乳妹を慰めるため温泉旅行に来たら、泥酔した勢いで近親素股を迫ってきた!ヌプヌプしてるうちにズボッと禁断の生ハメ挿入!我慢できなくなった妹マ●コにザーメン搾り取られた!（3月8日、ゲッツ!!）※「まりあ」名義
- 人妻は働きながら濡れてしまう スケベなお仕事 おち◯ぽ洗い屋（3月8日、Z-MEN）
- 友だちの妹が巨乳をSNSにアゲているのを覗いてしまった! どうせならハメ撮り風にしてみない?と素股からぬぷっと挿入!腰がぬけそうなほど生ハメ!!（3月8日、Z-MEN）※「まりあ」名義
- ※シェア奴隷 神レベルのムチぽちゃセレブ妻を露出3Pでハメ廻したらぶっ壊れてドMイキ狂い晒した動画をシェアしますw（3月19日、山と空）
- ドキュメンTV×PRESTIGE PREMIUM 家まで送ってイイですか 28（3月22日、プレステージ）※「ハル」名義
- 新・償い2 愛する夫には絶対に打ち明けられない私の償いは、一生続くのです‥ (4月25日、ながえSTYLE)
- 3日間滞在して、寝食を共にする超高級美女ソープ (5月23日、アイエナジー)
- 逢沢まりあ 朝から晩まで中出しセックス 36 (6月20日、アイエナジー)
- 兄嫁の性癖 (6月27日、タカラ映像)
- 中出しお義母さんが教えてあげる この世で最もいけない禁断の姦係（2019年7月27日、ビッグモーカル）
- ガールズバーで働いてる可愛い女子大生をナンパして宅飲み成功！想像以上にガード固めだった彼女を淫乱にさせた悩殺テクの一部始終を隠し撮り！（10月1日、Cupido/妄想族）
- イキたくてもイカセない！何度も寸止めされる射精管理フェラチオ！！（10月3日、グローリークエスト）
- お義父様やめて下さい 中出し近親相姦 情慾に屈した人妻(わたし)(10月26日、ビッグモーカル)
- 欲求不満な美女ばかりを狙う 性感猥褻マッサージ盗撮 2(11月1日、Cupido/妄想族)
- もしものSEX(11月1日、S-Cute)
- シロウトお持ち帰り流出映像 ～あなたの友達のSEXの逸材を紹介してください～ Vol.1(11月25日、kawaii) ※「まりえ」名義
- あなたよりエッチな知り合いを紹介してください!スケベな子の友達はヤリマンのハズ!誰が見ても何度ヤってもエロい‘すべらない女子’をハメ倒す!(12月10日、ホットエンターテイメント) ※「ありさ」名義
- 巨乳熟女温泉痴漢 ～抵抗する女が言いなりになるまで拘束オイル絶頂責め～（2019年12月26日、ナチュラルハイ）

#### 2020年
- SNSで見つけた本物シロウト エロい巨乳に生素股のお願い!相手が田舎娘だから思いっきり悪事してます!vol.01（2020年1月10日、ブリット）「りさ」名義
- 一般男女モニタリング!VR鑑賞中の旦那30cm隣で連続中出しNTR（2020年1月13日、はじめ企画）※「まゆ」名義
- 女子大生限定 飲み会後、部屋にお持ち帰り盗撮 そして黙ってAVへ no.33 超可愛い系痴女JDに生中出し編 早紀/Dカップ/21才（エロい日焼け跡・生中出しOK） 美雪/Gカップ/21才（痴女に生中出しOK）（2020年1月25日、お持ち帰り）※「美雪」名義
- 寝ている間に何度も睡眠射精させる巨乳エステティシャンの一部始終 ～予約の取れないヘッドマッサージ店の実態～（2020年2月1日、変態紳士倶楽部）
- 色白デカ尻の家事代行おばさんに即ハメ!デカチンの虜になった人妻が翌日勝手に押しかけてきたので満足するまで何度も中出ししてあげた（2020年2月19日、ディープス）
- 保育園の先生は、露出狂ド変態❤SNSで釣れた初対面男に発情露出してそのまま野外セックスを許してしまい…（2020年3月27日、プレステージ）
- 黒ストソープで副業する同僚OLに「内緒にしてあげる」と言った結果（2020年6月19日、プレステージ）※「まりあ」名義

### VR
2018年
- お誕生日おめでとう 今日は何でも言う事聞いてあげる（5月7日、ブイワンVR）
- 高密着むっちり爆乳ボディの彼女とSEX5連続（5月31日、世田谷VR）
- 逢沢まりあの朝からお目覚めイチャラブ濃厚密着SEX（6月7日、unfinished-VR）
- ひそかに憧れていた女友達と花火大会デート♪ 帰り途中に今度は2人で花火をしてたら、なんとそのコから自宅に誘われモチロンGO!! お酒も入っていちゃいちゃイイ感じに♪ お約束のアレで浴衣を脱がせると… 両想いだったみたいでそのままラブラブSEX 最高すぎるひと夏の思い出…（7月7日、KMPVR-bibi-）
- うたた寝カノジョにこっそりいたずら…その後とってもらぶらぶなセックスしちゃった（9月20日、CRYSTAL VR）
- 地味っ娘がメガネを外し覚醒 本当の快感を知る。（9月22日、TEPPAN VR）

2019年
- 包茎手術患者と病院で声ガマン性交…でも診察室で生はマズくない?（1月24日、WAAPグループ VR）
- M男クンのアパートの鍵、貸します。 (5月31日、WAAPグループ VR)

### イメージDVD
- GLAMOROUS NUDE 聖母のような優しい眼差し（2017年11月28日、Precious Beauty）
- GLAMOROUS NUDE 2 より美しく、艶やかに（2019年2月28日、Precious Beauty）

### デジタル写真集
- ギリギリ★あいどる倶楽部「グラマラス美女の豊満ボディ」（2018年7月13日、ギリギリ★あいどる倶楽部）
- 逢沢まりあ 24歳 アダルト写真集 「性母マリア」（2018年12月19日、Milkyway）
- ギリギリ★あいどる倶楽部 「美貌と裸体」（2019年5月21日、ギリギリ★あいどる倶楽部）

## 書籍

### 雑誌
- 週刊プレイボーイ 2017年6月19日号（集英社） - インタビュー
- 週刊プレイボーイ 2017年7月24日号（集英社） - グラビア「喪失のとき」
- 週刊実話 2017年11月30日号（日本ジャーナル出版） - グラビア
- 週刊大衆 2018年3月5日号（双葉社） - グラビア
- 週刊大衆 2018年4月2日号（双葉社） - グラビア
- FLASH 2018年10月2日号（光文社） - グラビア「河合あすな&逢沢まりあ 売れる爆乳1位&2位競艶ヘア」
- FLASH DIAMOND 2018年11月10日増刊号（光文社） - 袋とじ「河合あすな&逢沢まりあ 乳ヒロインパーツ別3Dヌード 」